# Eddie Beal
Eddie Beal (* 13. Juni 1910 in Redlands, Kalifornien; † 15. Dezember 1984 in Los Angeles) war ein US-amerikanischer Jazz- und Rhythm & Bluesmusiker (Piano, Arrangement) und Songwriter.

## Leben und Wirken
Eddie Beal zog um 1930 nach Los Angeles und begann seine Karriere zunächst als Schlagzeuger, bevor er 1931 zum Piano wechselte. 1934–36 tourte er mit Teddy Weatherford in Asien; anschließend arbeitete er drei Jahre in der Band von Buck Clayton in Shanghai, bevor er 1936 nach Kalifornien zurückkehrte. In den folgenden Jahren war er als freischaffender Musiker und Arrangeur tätig. 1939 entstanden erste Plattenaufnahmen, als er der Begleitband von Maxine Sullivan angehörte. 1941–1943 leistete er den Militärdienst ab; anschließend war er Begleitpianist für die Vokalistin Ivie Anderson.
Ab den frühen 1940er-Jahren leitete Beal eigene Formationen, darunter ein Trio mit Ulysses Livingston (Gitarre) und Joe Comfort (Bass), mit denen er Jazz- und R&B-Nummern wie „At Least You Could Save Me a Dream“ (Excelsior, mit Herb Jeffries, Gesang), Voot Nay On the Vot Nay/I Sold My Heart to the Junk Man (Exclusive, 1948) oder Don't Ever Marry a Lady Doctor (Racy Records 1936, mit Ben Carter, Gesang) einspielte.  Außerdem arbeitete er in den 40ern mit Buddy Banks, Marion Abernathy, Claude Trenier, Monette Moore, Jimmy Mundy, Ernie Andrews sowie mit der Formation Spirits of Rhythm, ferner als Vokalcoach und Leiter eines eigenen Musikverlags, für den er Songs wie Softly (eingespielt von Billie Holiday), und Bye and Bye schrieb. Mit Joe Greene war er Co-Autor der Songs Yes! und She's a Comely Wench.
Im Duo mit Earl Hines hatte Beal 1951 einen Auftritt in dem Film Noir The Strip (mit Mickey Rooney in der Hauptrolle), an dessen Soundtrack Beal ebenfalls beteiligt war, neben Red Norvo, Louis Armstrong und Jack Teagarden. Er wirkte als Musiker, Arrangeur oder Songwriter auch bei den Spielfilmen und TV-Serien Coal Black and de Sebben Dwarfs (1943), Joe Adams Presents (1951), Manhattan Angel (1949, Regie Arthur Dreifuss), Rattennest (1955, Regie Robert Aldrich) und bei der Musikdokumentation Blues for Central Avenue (1986) mit. In den 1950er-Jahren arbeitete er auch mit Vokalbands wie The Platters, The Four Tones, The Robins, The Blossoms und The Diamonds. Im Bereich des Jazz war er zwischen 1939 und 1959 an 48 Aufnahmesessions beteiligt, zuletzt als Begleiter der Sängerin Toni Harper (Candy Store Blues).
Eddie Beal war der Bruder des Jazzpianisten Charlie Beal (1908–1991).